# Miralaidji Corona
La Miralaidji Corona è una struttura geologica della superficie di Venere.